# Dirk Leding
Dirk Leding (* 11. Mai 1965) ist ein ehemaliger deutscher Basketballspieler.

## Werdegang
Der zwei Meter große Leding wechselte 1985 vom UBC Münster zum TuS 1925 Herten in die 2. Basketball-Bundesliga. 1986 verließ er Herten in Richtung BC Giants Osnabrück und damit in die Basketball-Bundesliga. 1987 ging er zum Zweitligisten TuS Bramsche, in den 1990er Jahren spielte er für die BG Bramsche/Osnabrück in der Bundesliga und ab 1994 für den Zweitligisten Osnabrücker BV.
Im Altherrenalter trat Leding für den TV Georgsmarienhütte an. Für den Verein war er ebenfalls Veranstalter von Deutschen Meisterschaften im Seniorenbasketball.